# Достоевский в культуре
В данной статье представлены: тема «достоевщина в литературе», влияние творчества Ф. М. Достоевского на создание музыкальных опусов, оперных, театральных и балетных постановок по мотивам произведений писателя, образ Достоевского в документальных и художественных фильмах и экранизации произведений писателя.

## Достоевщина в литературе
С именем Ф. М. Достоевского связано понятие достоевщина, зафиксированное в словаре Д. Н. Ушакова 1935 года с пометкой «публицистика» и имевшее два значения:
- 1. Психологический анализ в манере Достоевского (с оттенком осуждения).
- 2. Душевная неуравновешенность, острые и противоречивые душевные переживания, свойственные героям романов Достоевского[1].

В молодой Советской России использовались другие уничижительные ярлыки для произведений как дореволюционных (дворян), так и современных авторов: «онегинщина», «обломовщина», «карамазовщина», «булгаковщина».
Совершенно иной оттенок данное понятие имело в сообщении режиссёра готовившейся в 1928 году постановки пьесы М. А. Булгакова «Бег» И. Я. Судакова: «Сейчас в пьесе Хлудов уходит только под влиянием совести (достоевщина)...».
Литературовед А. А. Долинин рассмотрел явление достоевщины в статье «Набоков, Достоевский и достоевщина», в частности, относительно романа В. В. Набокова «Отчаяние».
Влияние Достоевского явственно ощущалось в советской прозе 20-х годов: в романе Л. М. Леонова «Вор», в книгах И. Г. Эренбурга, в «Голом годе» Б. А. Пильняка, в «Мемуарах веснущатого человека» А. Соболя, в «Мещанине Адамейко» М. Э. Козакова и т. п. В докладе 1926 года о «Братьях Карамазовых» В. В. Набоков обсуждал «причины ничтожества советской литературы», и нашёл следы «опошленного Достоевского» и идеи широкой «славянской души» в его духе у Ф. В. Гладкова, Л. Н. Сейфуллиной, Б. А. Пильняка, Л. М. Леонова и М. М. Зощенко. Как в этом докладе, так и в романе «Отчаяние» «полемика направлена не столько против Достоевского, сколько против “современного отношения к нему” — против его интерпретаторов и эпигонов, повинных в “мрачной достоевщине”». А. А. Долинин перечисляет образцы пародируемой Набоковым «достоевщины»: новеллы В. Я. Брюсова, рассказ Л. Н. Андреева «Мысль», «Конь блед» Б. В. Савинкова, трактирные сцены в «Петербурге» А. Белого и его же «Записки чудака», антиэмигрантский рассказ А. Н. Толстого «Рукопись, найденная под кроватью», ряд произведений советских прозаиков 1920-х годов. По мнению Долинина основной моделью для пародий на современную «достоевщину» Набокову послужила повесть И. Г. Эренбурга «Лето 1925 года».
Стоит обратить внимание на то, что ощутимое присутствие традиций Достоевского ни в западноевропейской литературе первой пол. XX века (Ф. Кафка, Г. Майринк, Т. Манн, С. Цвейг в немецкой литературе, П. Бурже, А. Жид, Ж. Бернанос, А. Камю во французской литературе), ни у наследников философии писателя экзистенциалистов А. Камю и Ж. П. Сартра не называлось «достоевщиной».
О «достоевщине» писали советские литературоведы Ю. Ф. Карякин и Л. А. Шубин.
Весьма показательно, что Д. П. Мирский не был приверженцем творчества Достоевского, но в академической статье о писателе своей «Истории русской литературы» (1926) не употребил термин «достоевщина». В. В. Набоков считал труд Д. П. Мирского «лучшей историей русской литературы на любом языке, включая русский», но в «Лекциях по русской литературе», впервые изданных в 1981 году, о «Записках из подполья» отозвался как о квинтэссенции достоевщины.

## Достоевский и музыка
В кратком перечне представлены наиболее значимые произведения. Более подробно влияние творчества Достоевского на создание музыкальных сочинений описано в монографии А. А. Гозенпуда «Достоевский и музыка». Советский музыковед полагал, что талант Д. Д. Шостаковича родствен Достоевскому.
- Опера «Ёлка» — первым музыкальным опусом по мотивам произведений Ф. М. Достоевского стала одноактная опера в 3-х картинах «Ёлка» (по сказке «Девочка со спичками» Андерсена и рассказу Достоевского «Мальчик у Христа на ёлке») русского композитора В. И. Ребикова[11], ор. 21, 1900. Первые постановки: 30 октября 1903, антреприза M. E. Медведева, театр «Аквариум», Москва; 1905, Харьков; 1906, Прага.
- Опера «Игрок» — русский композитор С. С. Прокофьев завершил первый вариант сочинения по мотивам одноименного романа Ф. М. Достоевского в 1916 году[12]. После переработки первая постановка 2-го варианта оперы была представлена в 1929 году в Брюсселе на французском языке (Le Joueur, op. 24, 1927). Премьера оперы в Москве состоялась в 1974 году.
- Опера «Из мёртвого дома» (Z mrtvého domu) — последняя опера чешского композитора Леоша Яначека на собственное либретто по роману Ф. М. Достоевского «Записки из Мёртвого дома». Первая постановка состоялась посмертно в 1930 году в Национальном театре в Брно. Это одно из лучших музыкальных воплощений произведения Достоевского, равно как и опера «Игрок» С. С. Прокофьева[13].
- Оратория «Великий Инквизитор» (Der Großinquisitor) для баритона, хора и оркестра, сочинение 1942 года немецкого композитора Бориса Блахера (op. 21). Первое исполнение 14 октября 1947 года в Берлине.
- Опера «Раскольников» (Raskolnikoff) — швейцарский композитор Генрих Зутермайстер написал оперу в 2-х актах на либретто Петера Зутермайстера на немецком языке по роману Достоевского «Преступление и наказание». Премьера имела место 14 октября 1948 года в Королевской опере в Стокгольме. Композитор воплотил на сцене раздвоение личности Раскольникова, предоставив герою партию тенора. Второе «я» Раскольникова исполняется баритоном[14].
- Опера «Идиот» в 4-х актах композитора Моисея Вайнберга.
- Опера «Мальчик у Христа на ёлке» по рассказам Ф. М. Достоевского «Мальчик у Христа на ёлке» и «Мальчик с ручкой» в двух действиях, трёх картинах с прологом и эпилогом композитора С. А. Дягилева, написана в 2007 году, премьера 27, 28 ноября 2021 года на сцене Астраханского государственного театра оперы и балета.

## Достоевский и театр
Драматургичность творчества писателя обусловила появление первых театральных постановок. Премьера первого спектакля по роману «Бесы» состоялась 29 сентября 1907 года в театре Литературно-Художественного общества в Петербурге, за которой последовали постановки в Moсковском Xудожественном тeaтpe «Братьев Карамазовых» (1910) и «Бесов» (под названием «Николай Ставрогин» — 23 октября 1913 года). Постановке «Бесов» пытался препятствовать поддерживаемый большевиками M. Горький (статьи: О «карамазовщинe», Eщe o «карамазовщинe»), выступивший c отрицательной оценкой инсценированногo романa. Там же М. Горький впервые дал Достоевскому оценку «злой гений», садо-мазохист.
В защиту спектакля «Николай Ставрогин» на заседании Московского религиозно-философского общества 2 февраля 1914 года выступили С. Н. Булгаков с докладом «Русская трагедия» и Вяч. Иванов с речью, ставшей основой статьи «Основной миф в романе „Бесы“».
Другая постановка «Братьев Карамазовых» этим театром состоялась через 50 лет — в 1960 году.
«Бесы» ставятся Львом Додиным в Театре Европы с 1991 года.
Театральные постановки по произведениям Ф. М. Достоевского и отзывы на них указаны в библиографическом указателе «Достоевский и театр, 1846–1977» (1980) достоеведа С. В. Белова.
Ф. М. Достоевский стал центральным персонажем пьесы драматурга Константина Скворцова «Дар Божий: Драма любви Ф. М. Достоевского».

## Балет
- 1980 — премьера балета «Идиот» в Ленинграде балетмейстера Бориса Эйфмана по мотивам одноимённого романа Достоевского на музыку Шестой симфонии П. И. Чайковского[21]
- 1995 — постановка балета «Карамазовы» Бориса Эйфмана по роману Ф. М. Достоевского на музыку С. В. Рахманинова, Рихарда Вагнера и М. П. Мусоргского
- 2013 — Борис Эйфман поставил новую переработку собственного балета «Карамазовы» 1995 года под названием «По ту сторону греха» по роману Ф. М. Достоевского «Братья Карамазовы» на музыку С. В. Рахманинова, Рихарда Вагнера и М. П. Мусоргского[22]
- 2015 — весной и летом в Омском государственном музыкальном театре балетмейстер из Санкт-Петербурга Надежда Калинина готовила оригинальную постановку балета «Идиот» по одноимённому роману Достоевского на музыку П. И. Чайковского. Хореография отличается от варианта Бориса Эйфмана[23]. Премьера состоялась 30 июля 2015 года.

## Образ Достоевского в кино

### Художественные
- «Мёртвый дом» (1932) — биографический фильм режиссёра Василия Фёдорова СССР, в роли Достоевского — Николай Хмелев.
- «Чокан Валиханов» или «Его время придёт» (1957)) «Казахфильм», в роли Достоевского — Владимир Чесноков (актёр).
- «Двадцать шесть дней из жизни Достоевского» (1980) — художественный фильм Александра Зархи СССР, В главной роли — Анатолий Солоницын.
- «Софья Ковалевская» (1985) (Александр Филиппенко).
- «Чокан Валиханов» (1985) (Юрий Орлов).
- «Россия» (1986) (Олег Фёдоров).
- «Авантюрист[англ.]» (1997), Нидерланды, Венгрия, Великобритания. Режиссёр — Карой Макк. В роли Достоевского — Майкл Гэмбон.
- «Господа присяжные» (2005) (Олег Власов).
- «Демоны Санкт-Петербурга» (2008) — художественный фильм Джулиано Монтальдо Италия. В роли Достоевского — Мики Манойлович.
- «Три женщины Достоевского» (2010) — фильм Евгения Ташкова, Россия. В роли Достоевского — Андрей Ташков.
- «Достоевский» (2011) — Россия, телевизионный сериал Владимира Хотиненко к 190-летию со дня рождения Достоевского. В главной роли — Евгений Миронов.
- «Алиби» (2021) — Россия, телевизионный сериал. Режиссёр — Нурбек Эген. В роли Достоевского — Тимофей Трибунцев.
- «Достоевский 360»[24] (2025[25]) — Россия, драматический VR-мини-сериал. Режиссёр — Максим Никонов. В роли Достоевского — Алексей Бостон.

### Документальные
- ЦСДФ (РЦСДФ). «Достоевский». Документальный фильм.  27 мин. {{cite episode}}: |series= пропущен или пуст (справка) — документальный фильм Самуила Бубрика и Ильи Копалина (Россия, 1956) о жизни и деятельности Достоевского к 75-летию со дня его смерти
- Писатель и его город: Достоевский и Петербург — фильм Генриха Бёлля (ФРГ, 1969)
- Достоевский и Питер Устинов — из документального фильма «Россия» (Канада, 1986)
- Возвращение пророка — документальный фильм В. Е. Рыжко (Россия, 1994)
- Петербургский дневник. Открытие памятника Достоевскому. Режиссёр: Александр Сокуров. Фонд киновидеостудия A.C. (Санкт-Петербург) (Россия, 1997). В документальном фильме заняты Юрий Шевчук, Андрей Битов, Андрей Толубеев
- Жизнь и смерть Достоевского — документальный фильм (12 серий) Александра Клюшкина (Россия, 2004) Смотреть на YouTube
- «Секретные материалы. „Легенда о великом Достоевском“» («Мир», 2011)[26]
- Адреса Достоевского в Петербурге. Серия: Пешком в историю. Документальный фильм. «Телеинвест» (Россия, 2012)
- Фёдор Достоевский — документальный фильм режиссёра Ольги Нифонтовой. Видеостудия «Кварт» (Россия, 2012)
- Открытость бездне Достоевского — документальный фильм из 4-х частей с участием Григория Померанца и Зинаиды Миркиной. Режиссёр: Ирина Васильева. ООО "Студия «Фишка-фильм» (Россия, 2013) Смотреть на YouTube
- «Фёдор Достоевский. „Между адом и раем“» («Первый канал», 2020)[27][28]
- Федор Михайлович. Киноэссе Егора Холмогорова о Ф.М. Достоевском («RT Россия», 2021)[29]

## Экранизации произведений

### Двойник (повесть Достоевского)(1846)
- «Партнёр (фильм, 1968)» (1968) — с использованием отдельных мотивов.
- «Станочник» (2004) — под влиянием.
- «Двойник (фильм, 2013)» (2013) — по мотивам.

### Скверный анекдот(1862)
- «Скверный анекдот (фильм)» (1966)